# Кунджі
40°43′ пн. ш. 72°21′ сх. д. / 40.717° пн. ш. 72.350° сх. д.
Кунджі (узб. Қўнжи, Qoʻnji) — міське селище в Узбекистані, в Андижанському районі Андижанської області.
Розташоване за 8 км на південь від Андижана. Статус міського селища з 2009 року.